# Anna Yeliz Schentke
Anna Yeliz Schentke (* 1990 in Frankfurt am Main) ist eine deutsche Schriftstellerin.

## Leben
Sie studierte an der Frankfurter Goethe-Universität Literaturwissenschaft und erwarb einen Abschluss im Masterstudiengang Ästhetik. 2020 erhielt sie einen Platz in der Schreibwerkstatt der Jürgen-Ponto-Stiftung und arbeitete dort mit Schriftstellern Joachim Helfer und Judith Kuckart an ihren Texten.
2022 erschien im Verlag S. Fischer ihr Debütroman Kangal, der von der Kritik positiv aufgenommen wurde. In der Frankfurter Allgemeinen lobte Alexander Jürgs den Roman als „Pageturner“ und sprach von einer „klaren, starken Sprache“. Auf Zeit Online urteilte Christoph Schröder, Schentke habe keinen „identitätspolitischen Thesenroman“ verfasst, „sondern eine in Sprache und Form reflektierte Identitätserkundung“. Die Relevanz des Romans ergebe sich nicht aus dem Inhalt – die politische Situation nach dem Putschversuch 2016 in der Türkei, sondern durch Schentkes Erzählweise, bemerkte Anke Dörsam in der Tageszeitung.
2022 war Schentke Gründungsmitglied des PEN Berlin. Sie lebt in Frankfurt.

## Werk
- Kangal. S. Fischer Verlag, Frankfurt am Main 2022, ISBN 978-3-95455-060-9 (Roman).

## Auszeichnungen
- 2022: Longlist zum Deutschen Buchpreis mit Kangal
- 2023: Friedrich-Hölderlin-Preis der Stadt Bad Homburg (Kangal)